# Sứa lược có tua
Sứa lược có tua (danh pháp khoa học: Tentaculata) là một lớp sứa lược. Đặc trưng chung phổ biến cho lớp này là một cặp tua cảm dài, dạng lông vũ, có thể co giãn, có thể thụt vào trong lớp vỏ bao có lông rung chuyên biệt hóa. Ở một vài loài, các tua cảm nguyên sinh bị suy giảm và chúng có các tua cảm thứ sinh nhỏ hơn. Các tua cảm có các colloblast, là các tế bào dính nhớt ở đỉnh dùng để bắt các con mồi nhỏ.
Kích thước và hình dạng cơ thể dao động tùy theo từng loài. Nhóm này bao gồm các loài có kích thước nhỏ, hình ô van, sống ven bờ biển của cá Đại Tây Dương lẫn Thái Bình Dương như chi Pleurobrachia. Các loài dẹp hơn như trong chi Mnemiopsis, với kích thước dài khoảng 10 cm (4 inch), rất phổ biến ở khu vực ven bờ của Đại Tây Dương; chúng có miệng lớn và chủ yếu ăn ấu trùng của động vật thân mềm (Mollusca) hay giáp xác thân kiếm (Maxillopoda). Các loài này là các nguồn phát quang sinh học rực rỡ. Chi Leucothea là tương tự, nhưng có kích thước lớn hơn, rất phổ biến ven bờ của Thái Bình Dương. Chi Cestum là các loài sứa lược dẹp như các dải ruy băng, có thể có kích thước dài trên 90 cm (3 ft), tìm thấy ở các vùng nước nhiệt đới.

## Hình ảnh

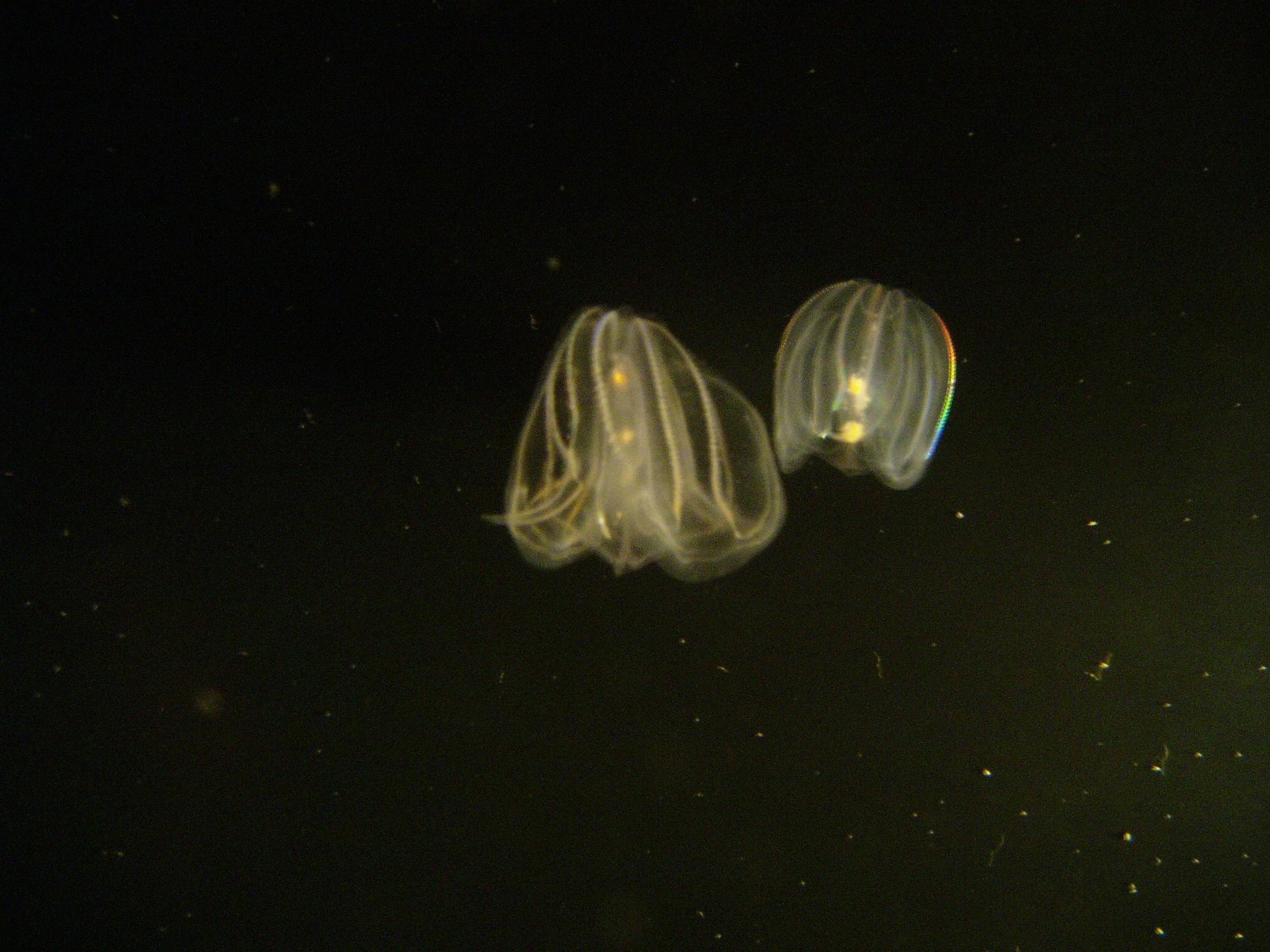
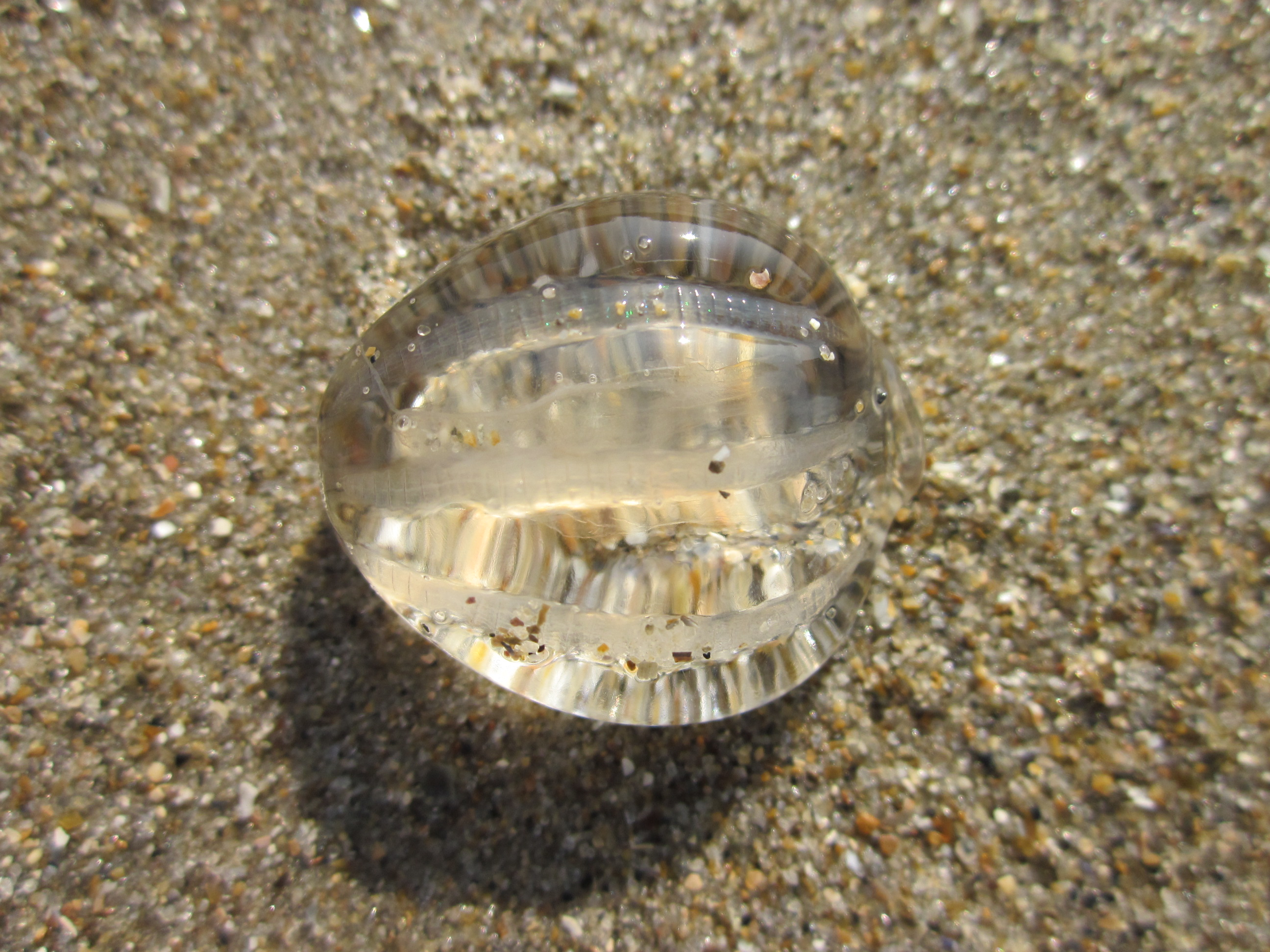
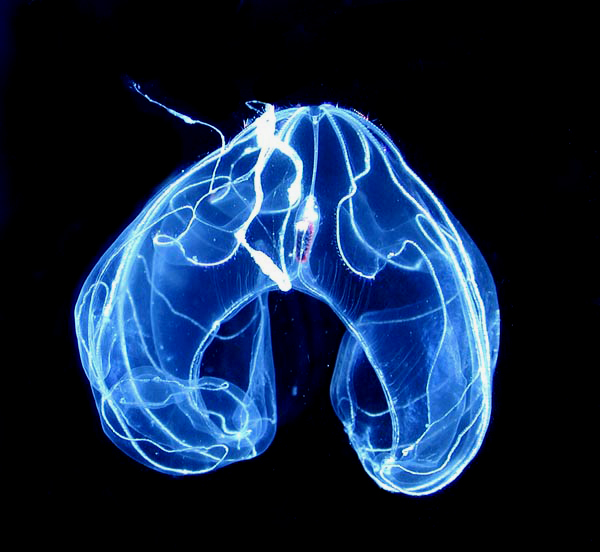